# Château de La Corbière
Le château de La Corbière (Corberia, castrum Corberie au XIIIe siècle) était un ancien château fort, probablement du milieu du XIIe siècle, aujourd'hui ruiné, situé sur la commune de Challex, dans le département de l'Ain en région Auvergne-Rhône-Alpes.

## Localisation
La forteresse de La Corbière, installée sur le bord du Rhône, est très rapidement devenue une possession du comte de Genève, en Terre de Gex. Il forme ainsi avec son territoire une enclave genevoise dans la baronnie de Gex. Il se trouvait à environ 1,5 km au sud-est du village de Challex, installé sur un promontoire de molasse (510 m), dominant le Rhône, en rive droite,. Sa position le plaçait en face du village d'Épeisses, (commune suisse d'Avully), dans le comté de Genève.
La Notice sur la famille et le château de la Corbiere (1874) insiste sur cette position stratégique sur le Rhône puisque « grâce à l'angle que fait le fleuve à La Corbière, on peut d'un coup d’œil voir tout ce qui se passe sur les eaux et sur les rives, tant en dessus, qu'en dessous du château ».
Le château défendra par ailleurs un pont sur le Rhône, qui permettait de rejoindre le comté de Genève, via le bourg Épeisses et sa maison forte.

## Historique
Le château de La Corbière semble avoir été édifié vers le milieu du XIIe siècle, selon Matthieu de La Corbière, médiéviste spécialiste du château. Il est la possession du prieur de Nantua. L'historien Alain Kersuzan penche quant à lui pour une édification au tout début du XIIIe siècle par les seigneurs de Gex, « sur un plan rectangulaire au fond d'un promontoire étroit et abrupt ». Louis Blondel suppose mais sans preuve, que la position du château, à proximité du défilé de l'Écluse, aurait pu être possédée à l'origine par l'évêque de Genève.
Au cours du XIIIe siècle, le château devient un enjeu entre les comtes de Genève et les sires de Faucigny,. En 1220, le comte de Genève autorise la construction d'un château et d'une ville nouvelle à Épeisses, en face du village de Challex, cinq ans plus tard, ils sont placés sous la protection du comte Guillaume II de Genève. Pour Charles-Laurent Salch les nobles du nom de la Corbières, vassaux des comtes de Genève, sont cités depuis 1236.
En 1287, le comte Amédée II de Genève achète le château de La Corbière,. Toutefois, la maison de Genève semble avoir placé le château sous sa protection depuis au moins 1125. Une ville neuve est établie en 1288 à proximité.
Lors du conflit opposant le comte de Savoie, Amédée V, au comte de Genève, Amédée II, le château est mentionné — Corberie — en mai 1288,,. Il s'agit des comptes de Guillaume de Septême, bailli de Chablais et de Genevois, au service du comte de Savoie, indiquant ses frais de transport jusqu'au château,,.
Le château est d'ailleurs assiégé entre 1291 et 1292, notamment par des engins, mentionnés dans des comtes de Rodolphe de Sirjoud ou encore de Pierre des Portes, vidomne de Genève,,. Le château est pris par les troupes savoyardes. À la suite de ce conflit, un acte du 13 janvier 1293 mentionne Guillaume de Joinville, seigneur de Gex comme allié du comte de Savoie et promettant de défendre le dit château. Lors du traité de paix signé entre les deux comtes en décembre 1293, l'article 5 stipule que le comte de Savoie garde le contrôle du château et du mandement, en paiement des différentes dépenses que la guerre lui avait causée, notamment la prise du château,,. Cette somme fut estimée à 15 000 livres genevoises,,. Le comte de Genève pu recouvrir le contrôle du château en règlement de la somme,.
En 1297, les deux comtes signent à nouveau un traité de paix et marient leurs enfants, Guillaume de Genève et Agnès de Savoie. Par cet accord, le comte de Savoie donne « 10 000 livres tournois de dot et le château de La Corbière à charge d'hommage et sous condition que le comte de Genève empêchât toute attaque » et celui de Genève apporte « 4 000 livres et le pont devant le château à son fils, avec les châteaux de Rumilly en Abanais, Hauteville, Alby, Charousse comme garantie » ainsi que d'autres gages. Le bailli du Chablais et de Genevois, Rodolphe de Montmayeur, inspecte dans sa tournée le château en 1303. En 1308, un nouveau traité de paix est organisé entre les deux maisons, le nouveau comte de Genève, Guillaume III se doit de reconnaître tenir en fief du comte Amédée V « les châteaux et juridictions de Charousse, Alby, Hauteville et la Corbière ».
Lorsque le comte Guillaume III de Genève meurt, en 1320, son fils, Amédée III relance les hostilités contre le comte de Savoie. La guerre reprend, après une courte trêve à l'automne l'année 1321,. Aymon de Savoie, fils du comte, aidé par les seigneurs de Beaujeu et de Grandson, commande le siège du château qui débute le 17 novembre,,. Un mois plus tard, le 28 décembre, il en prend possession,,. Le comte de Savoie a fait mobiliser « 350 seigneurs et plus de 3 700 clients vaudois et chablaisiens, intervenant par roulement, et 42 arbalétriers bernois », afin d'empêcher notamment à des armées de secours d'empêcher la prise. Les forces savoyardes sont vainqueurs, et le château est détruit, ainsi que le pont qu'il défendait. Il ne reste par la suite que quelques masures à l'abandon et occupées occasionnellement.
Le comte Aymon de Savoie rend les ruines de La Corbière au comte Amédée III de Genève, le 12 septembre 1337,. Les vestiges du château sont restaurés.

## Description
L'enceinte du château est associée à un talus, sauf pour celui donnant sur le Rhône couplé avec des contreforts.

## Châtellenie de La Corbière
Le château de La Corbière est le siège d'une châtellenie, dit aussi mandement (mandamentum), vers la toute fin du XIIIe siècle. Il s’agit plus particulièrement d’une châtellenie comtale, relevant directement du comte de Genève. Dans l'organisation savoyarde, elle est attachée au bailliage du Chablais.
Dans le comté de Genève, puis à la suite de l'intégration en 1401 au comté de Savoie, le châtelain est un « [officier], nommé pour une durée définie, révocable et amovible »,. Il est chargé de la gestion de la châtellenie ou mandement, il perçoit les revenus fiscaux du domaine, et il s'occupe de l'entretien du château.  Le châtelain est parfois aidé par un receveur des comptes, qui rédige « au net [...] le rapport annuellement rendu par le châtelain ou son lieutenant ».
Lorsque le comté de Genève devient une possession de la maison de Savoie, la châtellenie comtale, malgré sa situation d'enclave, reste attaché à l'apanage du Genevois. En 1601, à la suite du traité de Lyon, le Pays de Gex, tout comme l'ancienne châtellenie, est donné au royaume de France.

### Régeste genevois(1866)
1. 1 2  Paul Lullin et Charles Le Fort, Régeste genevois : Répertoire chronologique et analytique des documents imprimés relatifs à l'histoire de la ville et du diocèse de Genève avant l'année 1312, Société d'histoire et d'archéologie de Genève, 1866, 542 p. (lire en ligne), p. 472, Table alphabétique générale, « Corbière » (lire en ligne).
2. 1 2  Comptes de Guillaume de Septême, bailli du comte de Savoie en Chablais et en Genevois, du 3 au 8 mai 1288 (REG 0/0/1/1276).
3. 1 2  Comptes de Rodolphe de Sirjoud, bailli dans le Chablais et le Genevois, du 1er avril 1291 au 30 mars 1292 (REG 0/0/1/1361).
4. ↑  Comptes de Pierre des Portes, vidomne de Genève, du 21 mars 1291 au 15 septembre 1292 (REG 0/0/1/1362).
5. ↑  Acte du 13 janvier 1293 (REG 0/0/1/1370).
6. 1 2 3  Traité conclu à Aix entre les comtes de Savoie et de Genève du 10 décembre 1293 (REG 0/0/1/1386).
7. ↑  Traité de paix, à Saint-George d'Espéranche, entre les comtes de Savoie et de Genève du 23 octobre 1308 (REG 0/0/1/1626 et REG 0/0/1/1627).

### Fonds d'archives
- Série : Comptes des châtellenies (1301-1337-1499). Fonds : Comptes de châtellenie et de subsides; Cote : SA 15140-15143. Chambéry : Archives départementales de la Savoie (présentation en ligne).« Châtellenie de Gruffy »
- Série : Comptes des châtellenies (XIIIe siècle-XVIe siècle). Fonds : Inventaire-Index des comptes de châtellenie et de subsides; Cote : SA. Chambéry : Archives départementales de la Savoie (présentation en ligne).p. 264-267, « Châtellenie de La Corbière »